# Hermann Mahnert
Hermann Mahnert (* 4. April 1903 in Marburg an der Drau; † 6. Juli 1928 in Aspern) war ein österreichischer Offizier, Flieger und Dichter.

## Leben
Mahnert war ein Sohn des evangelischen Geistlichen und Schriftstellers Ludwig Mahnert. Er trat in das Bundesheer ein, zunächst beim Alpenjägerregiment in Innsbruck, danach absolvierte er die Heeresschule in Enns, zuletzt gehörte er als Leutnant dem Radfahrbataillon Tirol Nr. 6 an. Zudem erwarb er ein Doktorat in Staatswissenschaften. Während einer Beurlaubung strebte er eine Fliegerausbildung an. Er starb bei einem Flugzeugabsturz unweit des Flugfelds Aspern. Gemeinsam mit Erich Zdarsky (1896–1928) hatte er Flugübungen auf dem Modell Flamingo unternommen. Er wurde auf dem evangelischen Friedhof in Innsbruck begraben, zwei Jahre später wurde eine Gedenktafel errichtet.

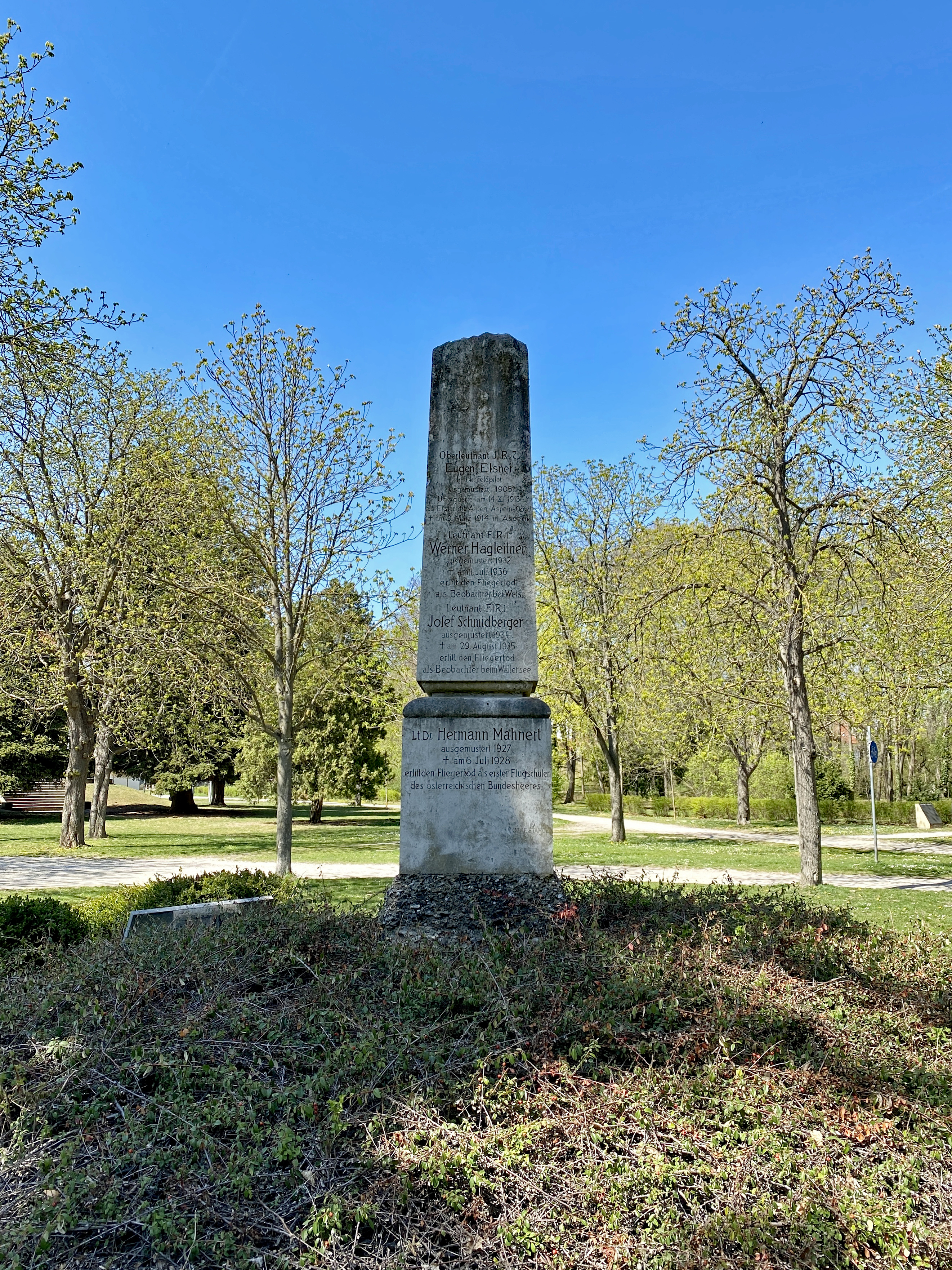
Inschrift für Hermann Mahnert am Fliegerstein in Wiener Neustadt

Eine Auswahl seiner Gedichte und Tagebuchnotizen wurden posthum 1931 und 1938 von seiner Schwester Ingeborg herausgegeben.

## Werke
- Der Sonne zu! Lieder und Tagebuchblätter eines Frühvollendeten. Bergland-Buch, Graz 1931.
- Ein Weg zur Gemeinschaft. Luser, Wien 1938.